# Баскская пелота

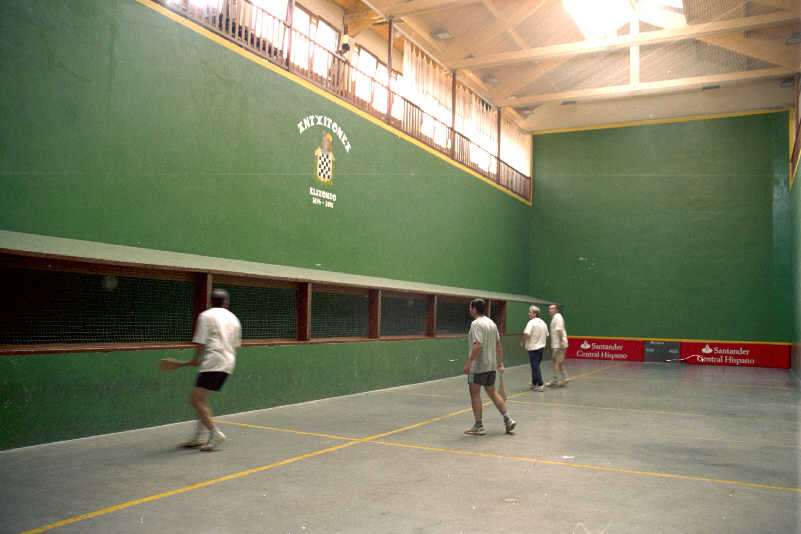

Баскская пело́та (баск. pilota) — игра с мячом, национальный баскский вид спорта.

## Правила игры
Игрок (пелотари) изо всех сил бросает жёсткий мяч диаметром 6,5 см голой рукой или бьёт по нему ракеткой-ловушкой (слегка изогнутой, как клюв, битой «хиестрой», «чистерой») в стену высотой 9 м. Соперник должен отбить мяч с воздуха или после одного удара о поверхность площадки (60×16 м).
Мячик сделан из жёсткого каучука, обшит плотным полотном и обтянут тугой кожей. Называется он «пелота», и именно от него получила название игра. Если один из игроков пропустит мяч и он со звоном ударится о металлическую перегородку на противоположном конце поля, его соперник получит очко. В ходе игры соперники не имеют права мешать друг другу. Каждая ошибка засчитывается как штрафное очко, розыгрыш ведется до 60 очков. Судья почти не смотрит на игроков. Он по звуку определяет, кто бьёт, а кто перехватывает, отличая каждый удар — лёгкий или тяжёлый.
В пелоту могут играть, как и в теннис, одиночки и пары, а также команды из четырёх и даже шести человек. Для таких больших команд разбивают площадки до 60 м в длину и 16 м в ширину, при этом стена имеет 18 м в ширину и 9 м в высоту, задняя линия поднята над уровнем площадки на 80 см, от задней линии до подачи 16-20 м.
Была включена в Олимпийские игры 1900 года в мужских соревнованиях и демонстрировалась на Олимпиаде в Барселоне в 1992 году

## Виды пелоты

### Ручная пелота
В ручную пелоту (баск. esku-pilota, исп. pelota a mano) играют, начиная с XIII века в Стране Басков, долгое время в этот вид пелоты играют в Мексике, Южной Америке, Италии, на Кубе, во многих штатах США. Ручная пелота похожа на сквош: игроки используют минимальную защиту или вообще играют голыми руками. Традиционно (как и на профессиональной основе) в этот вид играют мужчины. Играют на небольшой трёхсторонней площадке, один на один или пара на пару. Тактика игры состоит в том, чтобы нанести удар, выводящий мяч за пределы досягаемости соперника. Традиционный мяч сделан из шерсти, в которой находится жёсткое ядро, сверху мяч покрыт кожей. Стандартная масса мяча — 92—95 граммов. Недостатком этого вида является появление отёков на бьющих руках игроков.

### Палета (с резиновым мячом)
В палету (название одинаково в баскском и в испанском языках) играют, отбивая резиновый мяч короткой, но широкой деревянной ракеткой. Играют как мужчины, так и женщины. Этот вид пелоты впервые появился в Аргентине, местные игроки-мужчины доминируют в международных соревнованиях.

### Палета (с кожаным мячом)
Этот вид палеты похож на описанный выше, но здесь вместо резинового мяча используется традиционный кожаный мяч, в этот вид играют главным образом мужчины.

## Мировые чемпионаты по баскской пелоте
Начиная с 1952 года, Международная федерация баскской пелоты организует чемпионаты мира по баскской пелоте.

## Максимальная скорость подачи
Рекордная скорость мяча в этом виде спорта составила 188 миль в час (302 км/час).

### Медали чемпионата
Текущий счёт[уточнить] медалей чемпионатов:
|   | Страна    | Золото | Серебро | Бронза | Общий счёт |
| - | --------- | ------ | ------- | ------ | ---------- |
| 1 | Франция   | 58     | 47      | 35     | 140        |
| 2 | Испания   | 56     | 61      | 29     | 146        |
| 3 | Аргентина | 42     | 23      | 11     | 76         |
| 4 | Мексика   | 37     | 34      | 24     | 95         |
| 5 | Уругвай   | 4      | 29      | 13     | 46         |
| 6 | Куба      | 2      | 4       | 9      | 15         |
| 7 | США       | 0      | 1       | 2      | 3          |
| 8 | Чили      | 0      | 0       | 6      | 6          |

## В искусстве
Палаццо Пилотта — комплекс зданий, расположенный в историческом центре Пармы; название происходит от баскской игры пелота, в которую играли испанские солдаты во дворе, когда находились в палаццо.